# Uno Liljegren
Uno Bertil Adolf Liljegren, född 16 februari 1912 i Stockholm, död 24 november 1962 i Sandviken, var en svensk konstnär. 
Han var son till färgmästaren Adolf Fredrik Liljegren och Berta Andersson och från 1946 gift med Maria Reidun Elisabeth Romanus. Liljegren studerade vid Tekniska skolan i Södertälje 1926–1928 och porträttmålning och teckning för Eric Holmgren 1932–1934  samt vid Brings målarskola 1936 och för Otte Sköld 1937–1939 dessutom fick han privatundervisning från några av Halmstadgruppens medlemmar. Separat ställde han ut i bland annat Södertälje, Halmstad, Karlskrona och Sandviken. Bland hans offentliga arbeten märks utsmyckningar för Södertälje lasarett och Tylösands restaurang. Hans konst bär spår från Waldemar Lorentzon som var en av hans privatlärare och omfattar arbeten i olja, pastell, akvarell eller gouache. Vid sidan av sitt eget skapande var han verksam som lärare i teckning vid ABF:s kursverksamhet i Halmstad 1940–1942 och Skolan för mellanfolkligt samarbete 1937–1938.